# Palembus ocularis
Palembus ocularis är en skalbaggsart som beskrevs av Thomas Casey 1891. Palembus ocularis ingår i släktet Palembus och familjen svartbaggar. Inga underarter finns listade i Catalogue of Life.